# Francesco Alborea

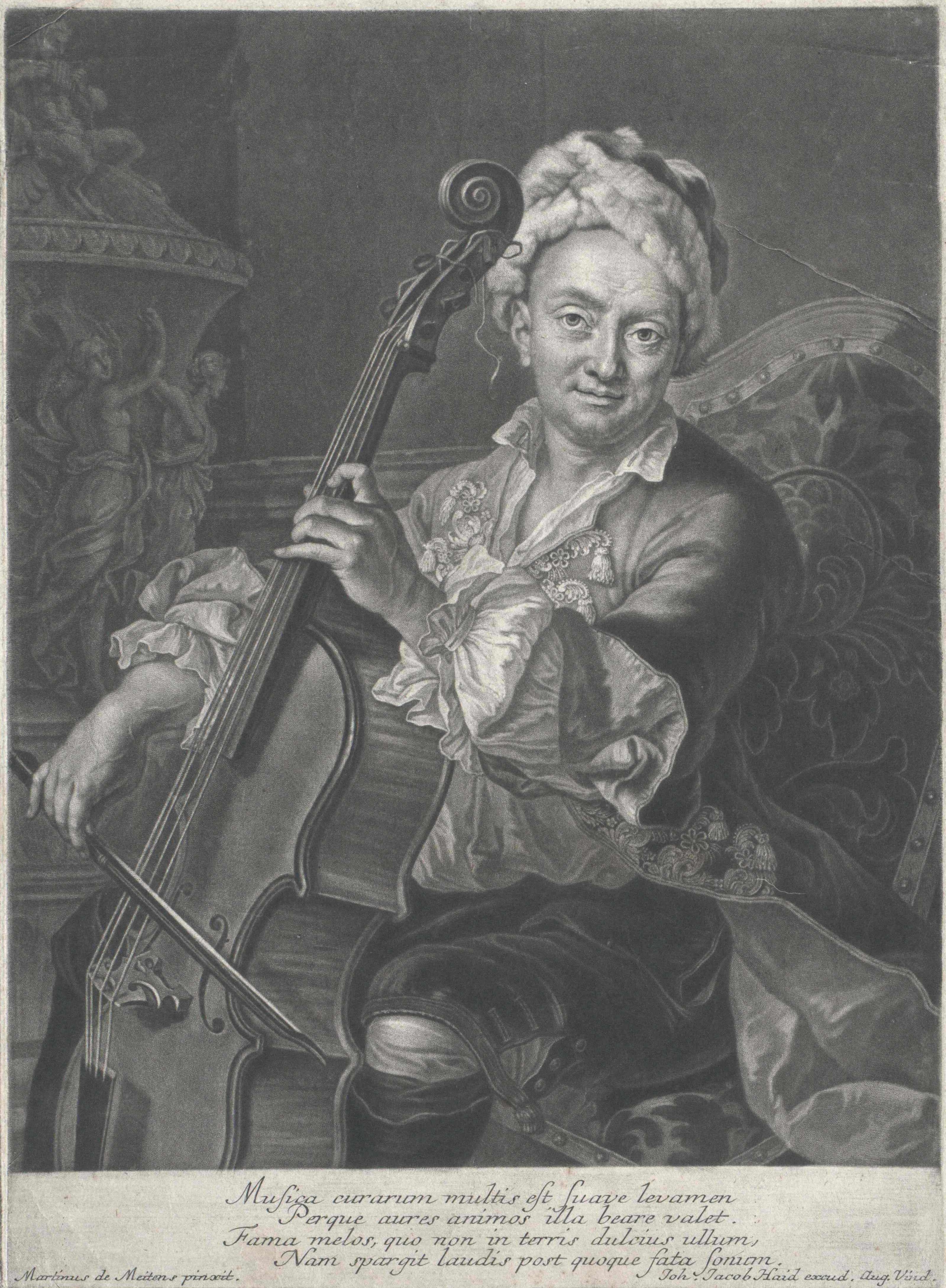
Francesco Alborea, Stich von Johann Jakob Haid nach einem Gemälde von Martin van Meytens

Francesco Alborea, auch Franciscello oder Francischello genannt (* 7. März 1691 in Neapel; † 20. Juli 1739 in Padua), war ein italienischer Cellist und Komponist des Spätbarock.

## Leben
Francesco Alborea erwarb seine musikalischen Kenntnisse als Schüler des „Conservatorio Santa Maria di Loreto“ in Neapel. Er war Solocellist in der königlich neapolitanischen Hofkapelle und gehörte neben Giovanni Perroni (1688–1748), Francesco Scipriani (1678–1753), Salvatore Lanzetti (1710–1780) und anderen zu jenen einflussreichen italienischen Cellovirtuosen seiner Zeit, durch die das Cello statt der Bassgambe vermehrt als obligates Solo- und Orchesterinstrument eingesetzt wurde. Johann Joachim Quantz und Francesco Geminiani erwähnen sein hervorragendes Spiel auf dem Cello. Reisen führten ihn durch Italien und nach Wien, wo Franz Benda von seinem Spiel berichtete. Alborea fand von 1721 bis zu seinem Tod eine Anstellung als Mitglied der Wiener Hofmusikkapelle, zuletzt bei einem Gehalt von 1260 Gulden. Von Francesco Alborea ist die frühe Verwendung der Daumenlage bekannt, sofern er kein fünfsaitiges Cello benutzte. Zu seinen Schülern gehörten die französischen Cellisten Martin Berteau und Jean-Baptiste Barrière.
Von Alborea sind zwei Sonaten (C-Dur und D-Dur) für Cello und Generalbass bekannt, die für die damalige Zeit hohes Lagenspiel erfordern sowie zahlreiche schwierige Doppel- und Akkordgriffe und Arpeggien enthalten.